# Elaphocera
Elaphocera är ett släkte av skalbaggar. Elaphocera ingår i familjen Melolonthidae.

## Dottertaxa tillElaphocera, i alfabetisk ordning[1]
- Elaphocera affinis
- Elaphocera alonsoi
- Elaphocera ampla
- Elaphocera angusta
- Elaphocera aristidis
- Elaphocera autumnalis
- Elaphocera baguenae
- Elaphocera barbara
- Elaphocera cacerensis
- Elaphocera capdeboni
- Elaphocera carteiensis
- Elaphocera christina
- Elaphocera churianensis
- Elaphocera cretica
- Elaphocera dalmatina
- Elaphocera denticornis
- Elaphocera elongata
- Elaphocera emarginata
- Elaphocera erberi
- Elaphocera erichsoni
- Elaphocera ferreri
- Elaphocera gibbifrons
- Elaphocera gracilis
- Elaphocera heydeni
- Elaphocera hiemalis
- Elaphocera hirticollis
- Elaphocera hispalensis
- Elaphocera ibicensis
- Elaphocera insularis
- Elaphocera kosensis
- Elaphocera lajonquierei
- Elaphocera martini
- Elaphocera martorellii
- Elaphocera nigroflabellata
- Elaphocera nupcialis
- Elaphocera ochsi
- Elaphocera perezlopezi
- Elaphocera phungae
- Elaphocera roessneri
- Elaphocera schmidti
- Elaphocera segurensis
- Elaphocera staudingeri
- Elaphocera sulcatula
- Elaphocera suturalis
- Elaphocera syriaca
- Elaphocera tethys